# Liste der Biografien/Leq
Liste der Biografien |
Portal Biografien |
Personensuche
# |
A |
B |
C |
D |
E |
F |
G |
H |
I |
J |
K |
L |
M |
N |
O |
P |
Q |
R |
S |
T |
U |
V |
W |
X |
Y |
Z |
?
 
La |
Lb |
Lc |
Le |
Lg |
Lh |
Li |
Lj |
Ll |
Lm |
Lo |
Lp |
Lt |
Lu |
Lv |
Lw |
Lx |
Ly |
Lz
 
Lea |
Leb |
Lec |
Led |
Lee |
Lef |
Leg |
Leh |
Lei |
Lej |
Lek |
Lel |
Lem |
Len |
Leo |
Lep |
Leq |
Ler |
Les |
Let |
Leu |
Lev |
Lew |
Lex |
Ley |
Lez
Die Liste der Biografien führt alle Personen auf, die in der deutschsprachigen Wikipedia einen Artikel haben. Dieses ist eine Teilliste mit 9 Einträgen von Personen, deren Namen mit den Buchstaben „Leq“ beginnt.

## Leq

### Lequ
- Lequaglie, Dionisio (* 1963), italienischer Beachvolleyballspieler
- Lequatre, Geoffroy (* 1981), französischer Radrennfahrer
- Lequatre, Marcel (1882–1960), Schweizer Radrennfahrer
- Lèques, Jean (1931–2022), französisch-neukaledonischer PolitikerJean Lèques (1931–2022)

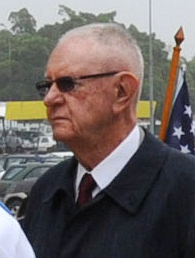
Jean Lèques (1931–2022)

- Lequeu, Jean-Jacques (1757–1826), französischer Architekt
- Lequeux, Paul-Eugène (1806–1873), französischer Architekt
- Lequi, Matías (* 1981), argentinischer Fußballspieler
- Lequio di Assaba, Tommaso (1893–1965), italienischer Springreiter und Offizier
- Lequis, Arnold (1861–1949), deutscher General der Infanterie